# مارتين هيدالغو
مارتين هيدالغو (بالإسبانية: Martín Hidalgo)‏ (15 يونيو 1976 بليما في بيرو - ) هو لاعب كرة قدم بيروفي في مركز الوسط. شارك مع منتخب بيرو لكرة القدم. أما مع النوادي، فقد لعب مع أليانزا ليما وديبورتيفو تاشيرا وسيينسيانو وغريميو بورتو أليغرينزي وفيليز سارسفيلد ونادي أتليتيكو كولون ونادي إنترناسيونال ونادي ساتورن رامنسكوي ونادي سبورتينغ كريستال ونادي لاس بالماس ونادي ليبرتاد ونادي ميلغار أريكيبا وLos Caimanes ‏.

## وصلات خارجية
- مارتين هيدالغو على موقع الاتحاد الدولي (مؤرشف)  (الإنجليزية)
- مارتين هيدالغو على موقع قاعدة بيانات كرة القدم.إي يو (الإنجليزية)
- مارتين هيدالغو على موقع ناشيونال فوتبول تيمز (الإنجليزية)
- مارتين هيدالغو على موقع Soccerway.com (الإنجليزية)